# Ust´-Iżora
Ust´-Iżora (ros. Усть-Ижо́ра) – osiedle w Rosji, w granicach Petersburga, w rejonie kołpinskim. Znajduje się w miejscu, gdzie Iżora uchodzi do Newy (nazwa miejscowości oznacza „ujście Iżory”). W 2010 roku zamieszkana przez 1354 osoby.
Uważa się, że Ust´-Iżora leży w miejscu, w którym 15 lipca 1240 roku wojska ruskie pod dowództwem księcia Aleksandra pokonały liczniejsze wojska szwedzkie w bitwie nad Newą. Zwycięstwo to na wiele lat ukształtowało granice pomiędzy Szwecją a Nowogrodem, a Aleksander zyskał dzięki niej przydomek „Newski”. Rosyjski Kościół Prawosławny uznał go również za świętego. W Ust´-Iżorze znajduje się wybudowana w 1799 roku cerkiew pod jego wezwaniem.